# Bãi Trước

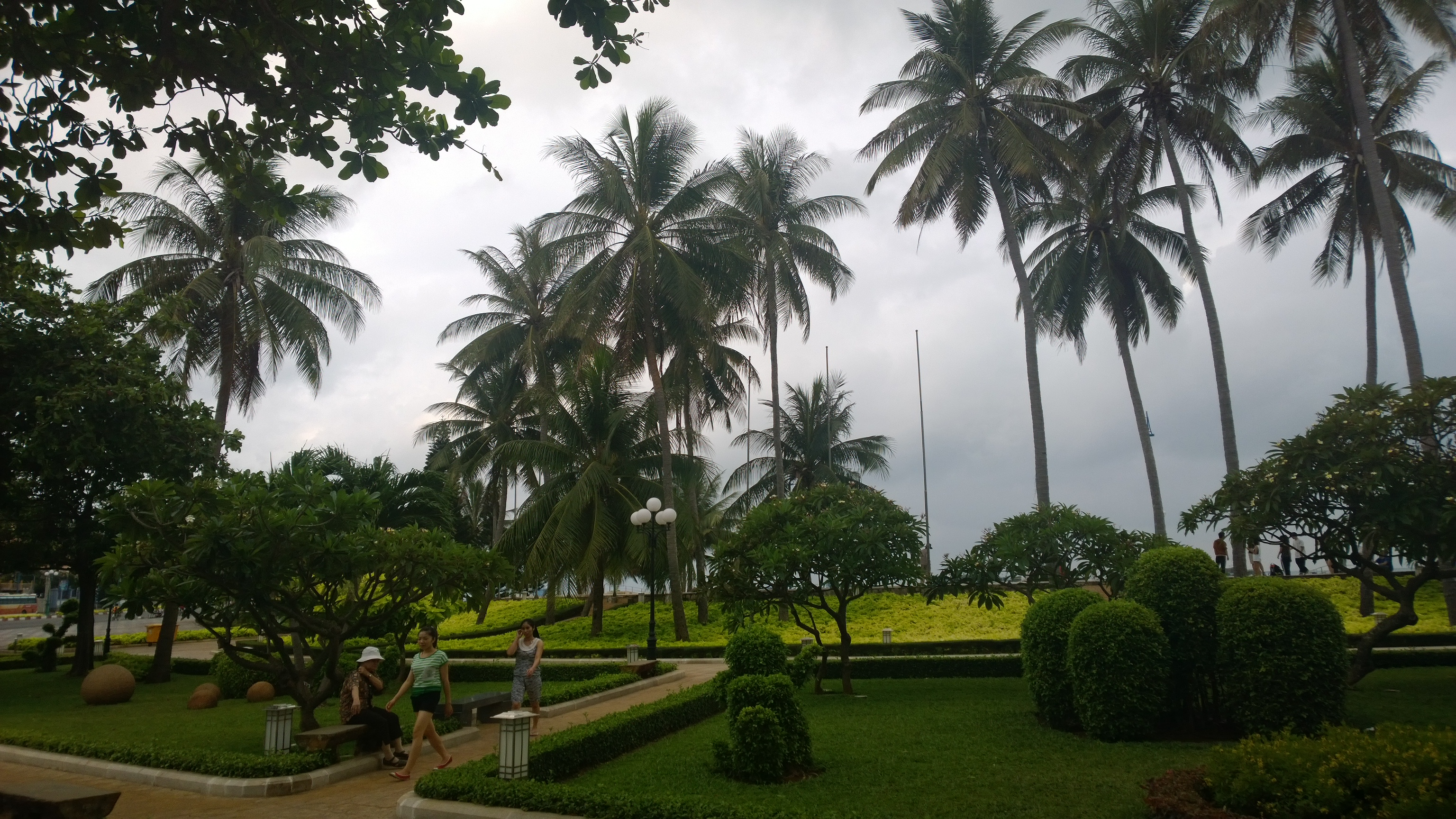
Công viên Bãi Trước

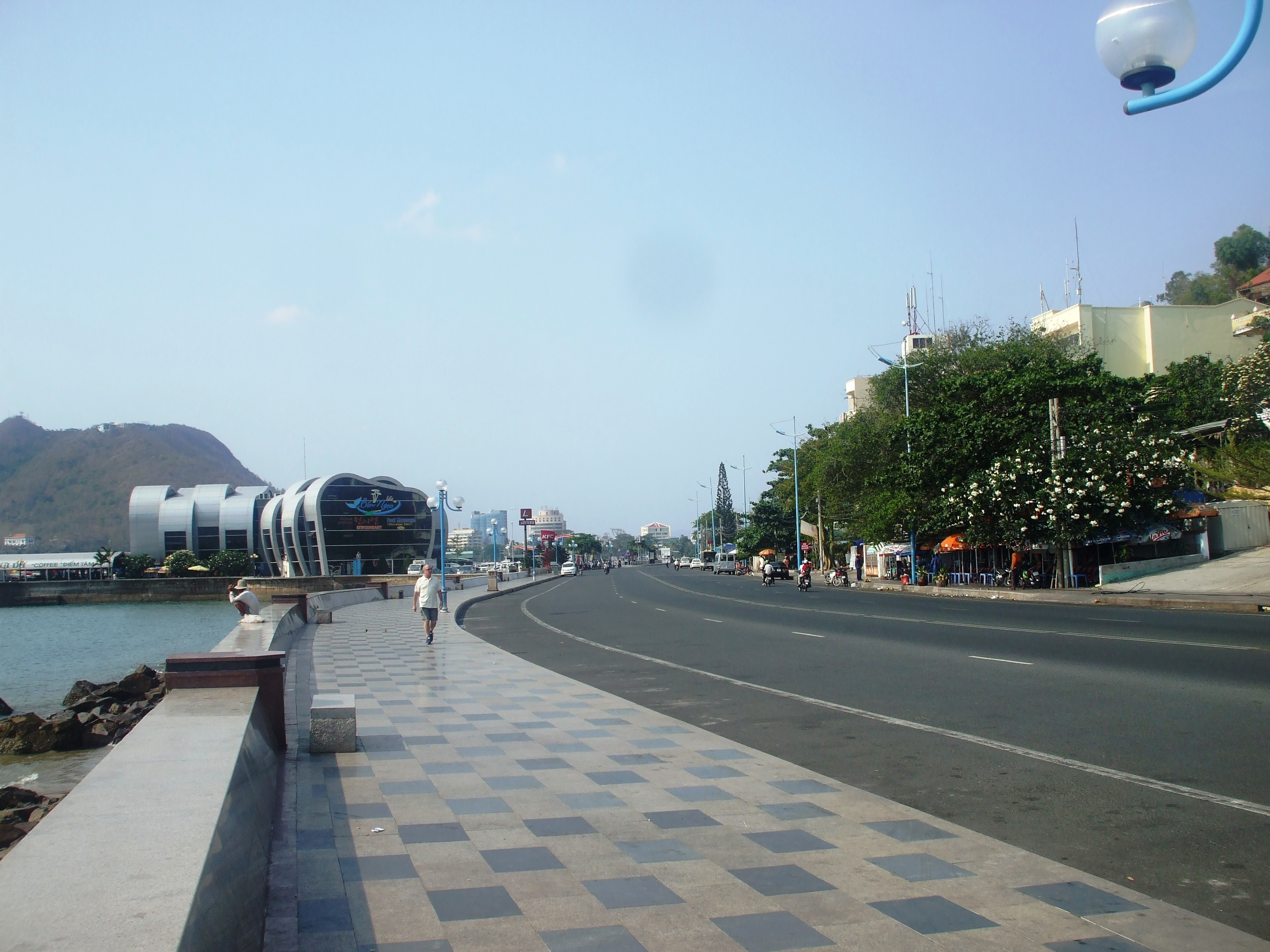
Một con đường lớn ven biển ở Bãi Trước

## Giới thiệu về Bãi Trước
Bãi Trước hay còn được gọi với tên Bãi Tầm Dương, với vị trí nằm giữa Núi Lớn và Núi Nhỏ, và sở hữu đường bờ biển hình bán nguyệt nên từ trên cao nhìn xuống Bãi Trước như một ngôi sao rất lạ mắt.
Bãi Trước là nơi hội tụ nhiều tòa nhà, khách sạn hiện đại cùng với các trung tâm mua sắm lớn nên lúc nào cũng tấp nập, nhộn nhịp. Đại lộ Trần Phú là trục đường chính của Bãi Trước, là tuyến giao thông quan trọng của thành phố nên lúc nào cũng sáng rực rỡ cùng với hệ thống ánh đèn nhà hàng và quán cà phê nên Bãi Trước hiện lên như một bức tranh lung linh khi màn đêm buông xuống.

## Các điểm tham quan ở Bãi Trước

### Khám phá điểm đến Núi Nhỏ
Núi Nhỏ hay còn gọi là núi Tao Phùng, ngọn núi này nằm sát đường biển, đây là điểm đến không thể bỏ qua của bất cứ du khách nào khi đặt chân đến Vũng Tàu. Trên Núi Nhỏ có 2 đỉnh, đỉnh cao có ngọn hải đăng được xây dựng vào năm 1862 và được cho xây dựng lại vào năm 1913. Ngọn hải đăng là một trong những kiến trúc cổ điển vẫn giữ nguyên kiểu dáng từ xưa tới nay và được xem là ngọn hải đăng cổ nhất ở Việt Nam. Nếu muốn đến thăm quan ngọn hải đăng, các bạn có thể đi xe máy lên.
Đỉnh nhỏ thì có tượng chúa Kito dang tay thu hút rất nhiều khách, không những là người có đạo Thiên Chúa mà những người ngoại đạo cũng rất thích đến đây để cầu nguyện và được một lần lên cánh tay tượng chúa Kito để có thể chiêm ngưỡng toàn thành phố Vũng Tàu từ trên cao. Tuy nhiên, để có những khoảnh khắc tuyệt vời trên cánh tay của tượng chúa Kito thì bạn phải vượt qua 800 bậc cấp đi bộ đấy nhé.

### Khám phá điểm đến Núi Lớn
Núi Lớn Vũng Tàu hay còn gọi là Đại Sơn, đây được xem là một trong hai ngọn núi đẹp nhất ở Vũng Tàu mà bất kì ai đến đây cũng phải nóng lòng muốn đặt chân đến khám phá.
Với hệ thống cáp treo hiện đại đến khu du lịch Hồ Mây bạn sẽ được khám phá núi Lớn với thật nhiều điều đặc biệt và nhiều trải nghiệm thú vị cho hành trình của mình khi được di chuyển trên cao, hướng mắt nhìn xuống là một màu xanh ngắt của núi rừng, màu xanh ngọc bích của biển và nhấp nhô của những ngôi nhà. Không những thế bạn có thể vui chơi thỏa thích tại Hồ Mây Park với vô số trò chơi thú vị chờ bạn khám phá.

Đến với Núi Lớn bạn có thể tham quan 2 địa điểm nổi tiếng là Bạch Dinh và chùa Thích ca Phật Đài là 2 công trình văn hóa tiêu biểu của Vũng Tàu.